# Danilo Gomes
Danilo Gomes est un footballeur brésilien né le 15 octobre 1981. Il est milieu de terrain.